# Zwartkapijsvogel
De zwartkapijsvogel (Halcyon pileata) is een ijsvogel die voorkomt in India en China en overwintert in de Indische Archipel.

## Beschrijving
De zwartkapijsvogel is een vrij grote ijsvogelsoort met een lengte van 30 cm. Een volwassen exemplaar heeft een donkerblauwe rug, vleugels en staart. De kop, flanken, borst en de buik zijn oranje. De keel, een deel van de borst en de kraag zijn wit. Dit wit contrasteert met de zwarte kopkap die reikt tot onder het oog. De grote snavel en de poten zijn rood.

## Verspreiding en leefgebied
De zwartkapijsvogel komt voor in India, China, Korea, Taiwan en Indochina. De vogels in het noorden van dit gebied zijn trekvogels die overwinteren op in het gebied dat reikt van het schiereiland Malakka tot aan de Filipijnen. Het is een vogel open stukken in het bos langs stromend water, gewoonlijk in het laagland of tot op 1000 m boven de zeespiegel, verder wordt de vogel waargenomen in kustgebieden, mangrovebos en soms in rijstvelden.

## Status
De grootte van de populatie is niet gekwantificeerd. Er is aanleiding te veronderstellen dat de soort in aantal achteruit gaat. Zo neemt het aantal overwinteraars op Borneo af en is de vogel daar anno 2010 schaars. Het tempo waarmee de aantallen afnemen ligt waarschijnlijk een stuk hoger dan 30% in tien jaar. Om die redenen staat deze ijsvogel als kwetsbaar op de Rode Lijst van de IUCN.